# Tiguermine
Tiguermine ist ein etwa 500 Einwohner zählendes Dorf in der Landgemeinde (commune rurale) von Aït Abdallah in der Provinz Taroudannt in der Region Souss-Massa in Marokko.

## Lage
Tiguermine befindet sich im westlichen Anti-Atlas-Gebirge in einer Höhe von etwa 1400 m an der R106. Die Entfernung nach Tafraoute beträgt knapp 50 km in südwestlicher Richtung; nach Igherm sind es ebenfalls etwa 50 km in nordöstlicher Richtung.

## Bevölkerung
Die Bevölkerung ist nahezu ausnahmslos berberischer Abstammung; gesprochen wird der regionale Dialekt des Taschelhit, aber auch Marokkanisches Arabisch wird verstanden – Französisch hingegen kaum.

## Wirtschaft
Jahrhundertelang lebte man als Selbstversorger von ein wenig Ackerbau (Gerste, Bohnen, Zwiebeln etc.) auf den äußerst kargen und steinigen Böden; hinzu kam die Viehzucht (Schafe, Ziegen, Hühner). Nach dem Nachlassen bzw. gänzlichen Ausbleiben der winterlichen Regenfälle in den 1970er und 1980er Jahren suchten viele Männer Arbeit in den Städten des Nordens oder in Europa.

## Geschichte
Wie in den Berbergebieten Marokkos üblich, existieren keine schriftlich festgehaltenen Informationen zur Geschichte des Ortes.

## Sehenswürdigkeiten
Der Ort besteht größtenteils aus neugebauten Häusern aus Hohlblocksteinen mit Treppen und Geschossdecken aus Beton. Die meisten Häuser sind verputzt und mit einem rötlichen Anstrich versehen.
Umgebung
Von Tiguermine aus sind mehrere Speicherburgen (agadire) in der Umgebung zu erreichen, darunter der Agadir Tasguent sowie die Agadire von Itourhaine, Dou Tagadirt u. a.